# Ciśnienie zaklinowania
Ciśnienie zaklinowania (PCWP – pulmonary capillary wedge pressure) – ciśnienie w tętnicy płucnej po odizolowaniu od ciśnienia powodowanego przez prawą komorę serca mierzone przy pomocy cewnika Swana-Ganza. Odpowiada ono w przybliżeniu ciśnieniu panującemu w lewym przedsionku.
W warunkach fizjologicznych ciśnienie zaklinowania odpowiada warunkom ciśnienia w małym krążeniu i pośrednio w lewym przedsionku, a tym samym obciążeniu wstępnemu lewej komory serca z wyjątkiem pacjentów z zaburzeniami rytmu serca np. migotaniem przedsionków.
Po skalibrowaniu punktu zerowego normalny zakres ciśnienia zaklinowania wynosi od 5 do 16 mmHg.
Wzrost PCWP występuje w początkowej fazie wstrząsu kardiogennego z powodu ostrej niewydolności lewej komory serca, po czym następuje zmniejszenie objętości wyrzutowej i może wskazywać na zawał mięśnia lewej komory serca, ostre pęknięcie przegrody międzykomorowej, czy tamponadę osierdzia.
PCWP można wykorzystać do oceny stanu nawodnienia pacjenta. Ciśnienie zaklinowania zmniejsza się w hipowolemii, ale także w zawale prawej komory i wczesnej posocznicy.
Pomiar zaklinowanego ciśnienia stosowany jest głównie w kardiochirurgii, gdyż sprzęt jest drogi, a zbliżone informacje można uzyskać na podstawie echokardiografii, OCŻ i reakcji chorego na leczenie. Stąd też w ostatnich latach coraz większą popularność zdobywają nieinwazyjne metody pomiaru rzutu serca, opierające się na obserwacji fali tętna i predefiniowanych wartościach, z opcjonalną termodylucją (Vigileo, EV-1000, PiCCo, LiDCo i inne).